# Bruce Lee and I
 (juillet 2018).
Bruce Lee and I est un film hongkongais réalisé par John Law Ma, sorti en 1976 au cinéma.

## Synopsis
Une évocation poétique à visée documentaire des derniers moments de Bruce Lee, un acteur célèbre dans les années 1970. Le réalisme de la reconstitution est renforcé par la participation dans son propre rôle d'une collègue de l'acteur ayant participé à la réunion de travail fatale.

## Fiche technique
- Titre : Bruce Lee and I
- Réalisation : John Law Ma
- Scénario : Suen A-foo, Shu Lan
- Diection des combats : Yuen Woo-ping, Tang Chia
- Société de production : Shaw Brothers, B&B Film Co.
- Pays d'origine : Hong Kong
- Format : Couleurs - 2,35:1 - Mono - 35 mm
- Genre : drame documentaire
- Durée :
- Date de sortie : 1976

## Distribution
- Betty Ting Pei : Betty Ting Pei, une actrice en vue
- Li Hsiu-hsien : Bruce Lee, un acteur spécialisé dans les arts martiaux, ami de la précédente
- Corey Yuen : un voyou
- Huang Pei-chih : un voyou